# Persecución del bahaísmo
La persecución a los bahá'ís sucede en varios países, especialmente en Irán, donde se originó la Fe Bahá'í y la ubicación de una de las poblaciones bahá'is más grandes del mundo. Los orígenes de la persecución provienen de una variedad de enseñanzas bahá'is incompatibles con la creencia islámica tradicional, incluyendo la terminación del ministerio de Mahoma y la colocación de los bahá'is fuera de la fe islámica. Así, los bahá'is son vistos como apóstatas del Islam y, según algunos islamistas, tienen que escoger entre el arrepentimiento y la muerte.
Tanto los bahá'ís como las Naciones Unidas, Amnistía Internacional, la Unión Europea, los Estados Unidos y la literatura académica revisada por pares han declarado que los miembros de la comunidad bahá'í Irán han sido sometidos a detenciones injustificadas, tortura, ejecuciones injustificadas, incautación y destrucción de los bienes de propiedad de individuos y de la comunidad bahá'í, denegación de trabajo, negación de los beneficios del gobierno, negación de los derechos y libertades civiles, y la negación del acceso a la educación superior.

## Contexto histórico
La Fe Bahá'í fue establecida en 1863 por Bahá'u'lláh en Irán. El ochenta y nueve por ciento de los iraníes se unieron a la rama imamíes del Islam chía, que sostiene como una doctrina central el advenimiento esperado de una figura mesiánica conocida como Qaim o como el imam Mahdi. El Báb afirmó que era el Imam Mahdi y por lo tanto tenía el mismo estatus que Mahoma con el poder, que ejercía, para derogar las disposiciones finales de la ley islámica.
Bahá'u'lláh, un babí que afirmaba ser el predicho por el Báb Siyyid ‘Alí-Muhammad, reclamó un estatus similar para sí mismo en 1863 como «Manifestación de Dios» y como la figura promesa en las sagradas escrituras de las principales tradiciones religiosas del pasado y fundó lo que más tarde se conoció como la Fe Bahá'í.
Sobre el contexto histórico de las persecuciones, Friedrich W. Affolter en War Crimes, Genocide, & Crimes against Humanity escribe:

Los escritos de Baha'ullah ocupan de una variedad de temas que desafían las doctrinas de la Shi'ar-Islam durante mucho tiempo. Además de hacer el 'hereje'[sic] con la pretensión de ser una «Manifestación de Dios», sugirió que los planes de estudio deben incluir «Ciencias Occidentales», que los estados-nación (musulmanes y no musulmanes) han de establecer un gobierno federal mundial, y qué hombres y mujeres son iguales. Baha'ullah también escribió que en esta época y edad, los sacerdotes ya no eran necesarios para la orientación religiosa. La humanidad, argumentó, había alcanzado una edad de madurez donde todo individuo debía buscar a Dios y la verdad independientemente. Estos principios no únicamente cuestionaban la necesidad de un sacerdocio, sino también toda la estructura eclesiástica chií y el vasto sistema de dotaciones, beneficios y honorarios que la sostenían. No es de extrañar entonces que en las siguientes décadas hasta el derribo de la dinastía Kayar en 1925, fueron los mulás quienes instigaron ataques contra los bahá'ís en ciudades o aldeas donde el establecimiento clerical fue particularmente influyente.

Además de eso, la fe babí, precursora de la fe Bahá'í tuvo una violenta historia en Irán, según describe Friedrich W. Affolter:

Inicialmente, los mulás esperaban impedir que el movimiento babí se propagara denunciando sus seguidores como apóstatas y enemigos de Dios. Estas denuncias consiguieron ataques de la mafia, ejecuciones públicas y tortura de los primeros babíes. Cuando los babi (de acuerdo con los principios coránicos) se organizaron para defenderse, el gobierno envió las tropas a una serie de enfrentamientos que resultaron con grandes pérdidas por ambos bandos. El propio Báb fue encarcelado desde 1846 hasta 1850 y ejecutado públicamente. En agosto de 1852, dos babíes enloquecidos intentaron matar el sah en venganza por la ejecución del Báb. Esto llevó a una extensa masacre durante la que más de 20.000 babíes -entre ellos 400 mulás chiitas que habían abrazado las enseñanzas babí- perdieron la vida.

Otros han afirmado que los babíes se armaron originariamente y se prepararon para una guerra santa que se volvió defensiva cuando encontraron tropas estatales en varios lugares y que de dos a tres mil babíes murieron.
Bahá'u'lláh adoptó una posición más conciliatoria, prohibiendo el uso de la guerra santa para difundir su fe. En su lugar, trató de involucrar varios gobiernos en el diálogo; sin embargo, la naturaleza radical de su afirmación en la profecía no hizo mucho para cambiar la percepción del pueblo de Irán. Hasta el día de hoy, los bahá'is son un grupo minoritario ampliamente perseguido en Irán y otros países predominantemente musulmanes, ya que son vistos como apóstatas del Islam y partidarios del Occidente e Israel.

## Irán

### Marco jurídico
La constitución iraní que fue redactada durante la revolución constitucional iraní de 1906 puso las bases para la persecución institucionalizada de los bahá'is. Aunque la constitución se basó en la Constitución de Bélgica de 1831, se omitieron las disposiciones que garantizan la libertad de culto. La legislación subsiguiente proporcionó un cierto reconocimiento a zoroastrianos, judíos y cristianos como ciudadanos iguales bajo la ley estatal, pero no garantizó la libertad de religión y «dio poderes institucionales sin precedentes en el establecimiento clerical».
La República Islámica de Irán, que se estableció después de la revolución constitucional iraní, reconoce cuatro religiones, el estatus de las cuales está formalmente protegido: el zoroastrismo, el judaísmo, el cristianismo y el islamismo. Los miembros de las tres primeras religiones minoritarias reciben un trato especial bajo la ley iraní. Por ejemplo, a sus miembros se les permite beber alcohol, y los representantes de varias comunidades minoritarias tienen asientos garantizados en el parlamento.
Sin embargo, la libertad religiosa en Irán está lejos de ser absoluta. La conversión lejos del Islam (apostasía) está prohibida, con los conversos y los misioneros arriesgándose a la cárcel. Los que buscan iniciar un nuevo grupo religioso (musulmanes o no) se enfrentan a severas restricciones.
La fe Bahá'i enfrenta a un obstáculo técnico adicional. La ley iraní reconoce a todos los que aceptan la existencia de Dios y la profecía de Mahoma como musulmanes. Los bahá'is aceptan ambos preceptos; sin embargo, los bahá'ís también reconocen el Báb y Bahá'u'lláh como mensajeros adicionales que han aparecido después de Mahoma. Los musulmanes, por su parte, afirman el fin de la revelación de Mahoma. La ley iraní, por lo tanto, trata los bahá'is como «herejes» en lugar de miembros de una religión independiente, como ellos propiamente se describen.

### Principio delsigloXXy la dinastía Pahlavi

#### Contexto político
Al menos un erudito ha descrito a los bahá'is en Irán antes de la República Islámica como «un peón político». La tolerancia gubernamental de los bahá'ís en estar de acuerdo en las ideas occidentales seculares de la libertad de culto era «una manera de mostrar a los mulás que eran líderes». En consecuencia, ya que los bahá'is eran una minoría relativamente pequeña y la mayoría de los iraníes seguían las creencias tradicionales de la apostasía en el islam, cuando el gobierno era políticamente débil y necesitaba apoyo clerical, la retirada de la protección gubernamental para «permitir la persecución activa de los bahá'is, era un peón de bajo coste que podía ser sacrificado a los mulás». Así, durante el apogeo del gobernante secular el sah Mohammad Reza Pahlavi los bahá'is estaban protegidos; mientras que en 1955, cuando el hijo de Reza Shah necesitaba apoyo clerical para el Pacto de Bagdad y con el golpe de Estado en Irán de 1953 de hacía dos años, los bahá'is fueron atacados.

#### Historia
A partir del siglo XX, además de la represión que afectó a los bahá'is individuales, se iniciaron campañas centralizadas dirigidas a toda la comunidad e instituciones bahá'is. Algunas de estas persecuciones fueron registradas por misioneros que estaban en las áreas durante las masacres. En un caso en Yazd en 1903 murieron más de 100 bahá'is. Más tarde las escuelas bahá'is, como las escuelas de los niños y las de las chicas de Teherán, se cerraron en los años 1930 y 1940, los matrimonios bahá'is no fueron reconocidos y la literatura bahá'i fue censurada.
Durante el reinado de Mohammad Reza Pahlavi, debido al creciente nacionalismo y las dificultades económicas en el país, el sah trasladó el control de ciertos asuntos religiosos al clero del país. Entre otras cosas, este reparto de poder dio como resultado una campaña de persecución contra los bahá'is. Akhavi ha sugerido que es probable que el gobierno tuviera la esperanza de que, al orquestar un movimiento contra los bahá'is podría servir para ocultar el hecho de que los ingresos obtenidos por la distribución de petróleo de las compañías petroleras occidentales sería demasiado bajo para el creciente sentimiento nacionalista; también serviría para obtener el apoyo del clero para su política exterior. Aprobaron y coordinar la campaña anti-Bahá'i para incitar la pasión pública contra los bahá'is iniciada en 1955 e incluyó la difusión de la propaganda anti-Bahá'i en las emisoras de radio nacionales y en los diarios oficiales.
Durante el mes de Ramadán en 1955, el jeque Mohamed Taqi falsafi, un predicador populista, inició uno de los esquemas de propaganda anti-Bahá'i de más alto perfil. Tras recibir el permiso del sah para declarar la retórica anti-Bahá'i en sus sermones, alentó a otros clérigos a discutir la cuestión Bahá'i en sus sermones. Estos discursos causaron un alboroto popular contra los bahá'is; sus propiedades fueron destruidas, los centros bahá'is fueron saqueados, los cementerios profanados, los bahá'is fueron asesinados, las mujeres fueron secuestradas y forzadas a casarse con musulmanes. Durante la tercera semana de los sermones el Centro Nacional Bahá'í Teherán fue ocupado por los militares y su cúpula más tarde destruida.
El Ministro del Interior, Amir Asadollah Alam, escribió en sus memorias:

Falsafi consiguió engañar tanto al Sah como las autoridades militares y comenzó una campaña contra los bahá'is que arrastraron al país al borde del desastre. Fue el Ramadán. Los sermones del mediodía de falsafi fueron transmitidos a través de la nación mediante la radio y causaron violencia y terror en muchos lugares. La gente mató unos pocos bahá'is aquí y allí. Falsafi justificó estos actos diciendo que aumentó el prestigio del sah. No tuve más remedio que ordenarle, de manera precipitada, que se abstuviera de dar más discursos hasta el restablecimiento del orden.

Mientras el gobierno intentaba detener los sermones, falsafa no los detuvo hasta el final del Ramadán. A lo largo de la década de 1950 el clero continuó la represión de la comunidad bahá'í; sin embargo, sus esfuerzos fueron controlados por ministros del gobierno que, aunque simpatizaban con el sentimiento anti-bahá'í, temían que la violencia, fuera de control, causara críticas internacionales.
También durante la década de 1950, la organización islámica fundamentalista llamada Hojjatiyeh, tenía como objetivo central combatir la fundada Fe bahá'í. Los miembros del grupo entraron a las comunidades bahá'is y muchos de los arrestos, encarcelamientos y ejecuciones se atribuyen a menudo a los miembros de Hojjatiyeh que tenían acceso a los documentos bahá'is. En la era Pahlevi, los Hojjatiyeh parecen haber cooperado con SAVAK, la agencia de inteligencia del gobierno iraní que había recopilado información sobre la afiliación religiosa de ciudadanos iraníes, para atacar los bahá'is.
Eliz Sanasarian afirma que mientras muchos iraníes culparon la persecución Bahá'i a Hojjatiyeh, ya que era la fuerza anti-Bahá'i más visible, la silenciosa mayoría iraní «no puede evitar la responsabilidad personal y comunitaria por las persecuciones de los bahá'is en este extremo manifestando apoyo tácito, permaneciendo en silencio ... no tratar de excusar a la mayoría por las acciones basadas en el prejuicio y el odio contra un grupo minoritario religioso iraní.»
A finales de la década de 1970, el régimen del sah, debido a la crítica que era prooccidental, perdió consistentemente legitimidad. A medida que el movimiento anti-sah ganaba terreno y apoyo, la propaganda revolucionaria difundió que algunos de los asesores del sah eran bahá'is. Los bahá'is fueron puestos como amenazas económicas y los partidarios de Israel y Occidente, y el odio popular hacia los bahá'is aumentó. 

### Revolución islámica y república
La Revolución iraní de 1979 reorientó las persecuciones contra la Fe Bahá'i. Amnistía Internacional y otros informaron que 202 bahá'ís habían muerto desde la Revolución iraní, con muchos más encarcelados, expulsados de escuelas y lugares de trabajo, negándoles varios beneficios o denegados al registro para sus matrimonios. Además, varios lugares sagrados bahá'is fueron destruidos, incluyendo la casa del Báb en Shiraz, la casa de Bahá'u'lláh a Mazandaran y el lugar de descanso de Muhammad Alí Barfuruixí en Teherán.
La República islámica afirmó a menudo que los bahá'is detenidos lo eran por «cuestiones de seguridad» y por ser miembros de «un establecimiento organizado vinculado a extranjeros, especialmente los sionistas», pero según Bani Dugal, el principal representante de la comunidad internacional Baha'i las Naciones Unidas, «la mejor prueba de que los bahá'is están siendo perseguidos por su fe, no por la«actividad antiiraní, es que, una y otra vez, a los bahá'is se les ha ofrecido su libertad si se retractan de sus creencias bahá'is y se convierten al Islam ... ».
Durante la revolución iraní los ataques contra los bahá'is aumentaron. En 1979, los miembros de Hojjatiyeh asumieron el control del Centro Nacional Bahá'í Teherán y otras ciudades y expulsaron al personal y se apoderaron de archivos y listas de miembros. Estos archivos fueron utilizados más tarde por Hojjatiyeh, incluyendo el envío de cartas por correo advirtiendo los bahá'is de las consecuencias de continuar creyendo en sus creencias. También, una vez más, hubo informes de ataques de la mafia, incendios premeditados, muertes y asesinatos contra los bahá'is a través de Irán; veintidós dos de sus cementerios, así como cientos de casas y negocios fueron dañados o destruidos. En Sarvestan, una ciudad al sur de Shiraz, se informó que varios cientos de casas habían sido incendiadas y más de 1.000 bahá'is quedaron sin hogar.
Los informes de los ataques sugieren que no fueron espontáneos, sino que fueron iniciados por el gobierno militar designado por el sah, que SAVAK proporcionó las direcciones de los bahá'is, y cuando el ejército apareció no tomaron medidas para evitar que los incendios se propagaran. Otros ataques sucedieron en todo el país, incluyendo los bahá'is que no se negaron a salir y que sus casas fueron destruidas; la violencia continuó también después de que el sah huyó de Irán.

#### Memorando secreto
En febrero de 1991, una circular confidencial, emitida por el Consejo de la Revolución Cultural Suprema sobre «la cuestión Bahá'i» y firmada por el líder supremo Alí Jamenei, señaló un aumento de los esfuerzos para sofocar la comunidad bahá'í iraníes a través de un silencioso memorando. El documento organizó los métodos de opresión utilizados para perseguir los bahá'is y contenía recomendaciones específicas sobre cómo bloquear el progreso de las comunidades bahá'is tanto dentro como fuera de Irán. El documento afirmaba que se debían evitar los tipos de persecución más excesivos y, en lugar de eso, se recomendaba, entre otras cosas, que los bahá'is fueran expulsados de las universidades, «una vez que se sepa que son bahá'is», «negarles trabajo si se identifican como bahá'is» y «negarles cualquier posición de influencia».
La existencia de este supuesto Memorando entera al público en un informe elaborado por el entonces Comisario de Derechos Humanos del ONU Sr. Galindo Pohl (/ CM4 / 1993/41, 28 de enero de 1993 S), las recomendaciones de política del documento siguen vigentes.

### SituaciónsigloXXI
Según los Estados Unidos, los ataques contra los bahá'is en Irán han aumentado desde que Mahmud Ahmadineyad se convirtió en presidente de Irán. En los diez años siguientes a la revolución de 1979, más de 200 bahá'is fueron asesinados o ejecutados, cientos más fueron torturados o encarcelados y decenas de miles perdieron sus trabajos, acceso a la educación y de otros derechos. Desde el verano de 2013, la escalada de los ataques ha incluido tanto el asesinato como el intento de homicidio. Se cree que estos ataques son crímenes de odio que tienen motivación religiosa.
En 2004, las autoridades iraníes demolieron el santuario y la tumba del líder Muhammad Alí Barfuruixi. A finales de 2005, se lanzó en Irán una campaña de medios anti-bahá'í, afirmando que la religión fue creada por las potencias colonialistas para subvertir el islam y subyugar a los pueblos musulmanes del Irán. En 2006, funcionarios iraníes arrestaron 54 bahá'is, en su mayoría jóvenes, en Shiraz. En marzo y mayo de 2008, los siete «altos miembros» que forman el liderazgo de la comunidad bahá'í Irán fueron arrestados. Varios expertos han publicado sus preocupaciones, en agencias y revistas, por ver la evolución como un caso de genocidio, como Roméo Dallaire entre otros.
Un resumen de 2013 incidentes de penas de prisión, multas y castigos demostró que éstos eran más propensos en dos veces al ser aplicar a bahá'is que a cualquier otra minoría religiosa en Irán y que la tasa total de estos casos había aumentado 36% respecto al año 2012.

#### Monitorización de actividades
Una carta confidencial enviada el 29 de octubre de 2005 por el presidente del Mando de las Fuerzas Armadas en Irán, indica que el Líder supremo de Irán, Alí Jamenei, ha instruido el Cuartel General de Mando para identificar a las personas que se adhieren a la Fe Bahá'i, para monitorear sus actividades y recopilar toda y cualquier información sobre los miembros de la Fe Bahá'í. La carta fue dirigida al Ministerio de Información, a los Cuerpos de la Guardia Revolucionaria Islámica y a la Fuerza de Policía. La carta fue comentada a la atención de la comunidad internacional por Asma Jahangir,sobre la libertad de religión o de creencias, en un comunicado de prensa del 20 de marzo de 2006.
En el comunicado de prensa, la Relatora Especial declara que «está muy preocupada por la información que ha recibido sobre el trato a los miembros de la comunidad bahá'í Irán».  El comunicado de prensa de la ONU que resume el informe de Jahangir dice:

El Relator Especial está preocupado por la iniciativa de vigilar las actividades de las personas debido a que se adhieren a una religión que difiere de la religión estatal. Considera que este control constituye una injerencia inadmisible e inaceptable en los derechos de los miembros de las minorías religiosas. También expresa su preocupación por que la información obtenida como resultado de esta monitorización se use como base para el aumento de la persecución y discriminación contra los miembros de la Fe Bahá'i, en violación de las normas internacionales.

El Relator Especial sobre la libertad de religión o de creencias ha seguido de cerca el trato dispensado a las minorías religiosas en Irán y hace tiempo que se preocupa por la discriminación sistemática contra los miembros de la comunidad bahá'í. Desde que asumió el mandato en julio de 2004, el Relator Especial ha intervenido con el gobierno algunas veces respecto del trato dado a la comunidad bahá'í.

A la Relatora Especial le preocupa que este último evento indique que la situación de las minorías religiosas en Irán se está deteriorando.Comisión de Derechos Humanos de las Naciones Unidas sobre la libertad de religión o de creencias, 20 de marzo de 2006 

La monitorización de los bahá'is también se ha visto en otros documentos oficiales del gobierno; en una carta de fecha 2 de mayo de 2006 de la Sociedad de Oficios, Producción y Servicios Técnicos de Kermanshah en la Unión Iraní de Fabricantes de Baterías, se le pidió al sindicato que proporcionara una lista de miembros de «la secta Bahá'í». Por otra parte, en una carta de fecha 19 de agosto de 2006, el Ministerio iraní del Interior al Departamento de Política y Seguridad en las oficinas del general de los Gobernadores por todo Irán ordenó a los funcionarios a redoblar la vigilancia de los bahá'is iraníes en todo el país.]Entre la información solicitada en un cuestionario detallado sobre las actividades de los bahá'is locales está su situación financiera y sus interacciones sociales.
La Liga Antidifamación ha declarado que el esfuerzo del gobierno para identificar y monitorear los bahá'is es similar al que se enfrentaron los judíos en el comienzo de la era nazi: escribieron que las órdenes emitidas eran «una reminiscencia de las medidas tomadas contra los judíos en Europa y un peligroso paso hacia la institución de las leyes tipo de Núremberg.»

#### Otros eventos

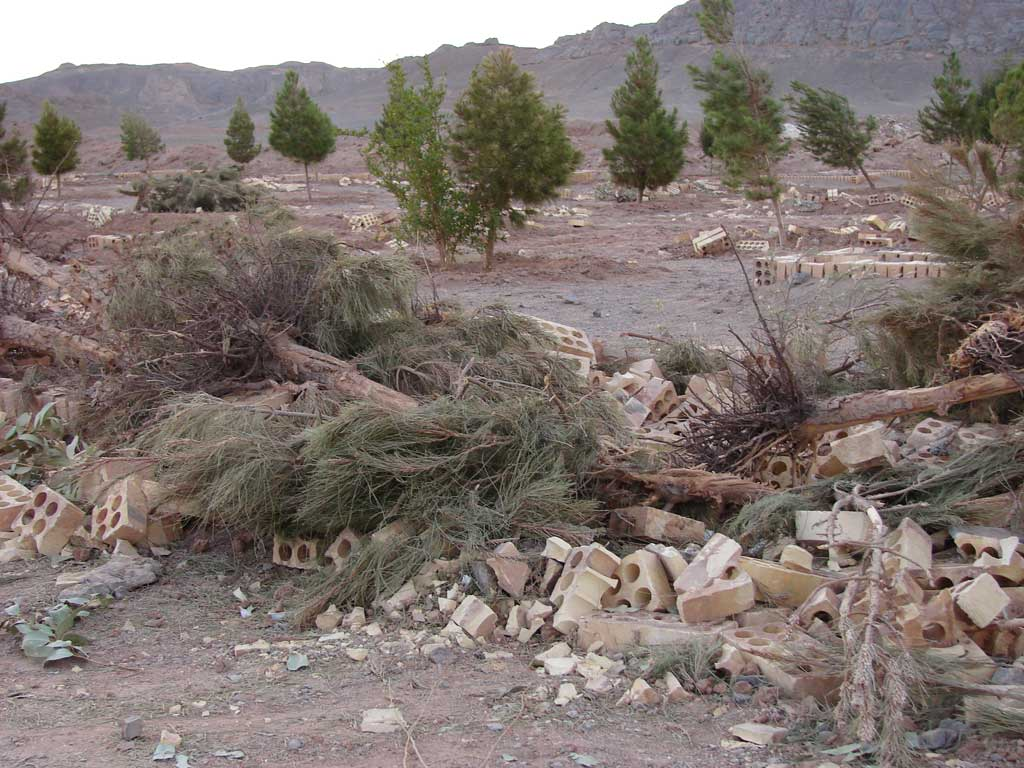
The Bahá'í cementerio Baha'i en Yazd

En abril de 2005, Diane Ala'i, portavoz bahá'í de las Naciones Unidas en Ginebra, describió otras formas de persecución a la Comisión de Derechos Humanos de la ONU:

El brote más grave se produjo en Yazd, donde varios bahá'ís fueron asaltados en sus hogares y golpeados, se incendió y quemó una tienda bahá'í, y otros fueron hostigados y amenazados, luego de una serie de arrestos y detenciones. El cementerio bahá'í de Yazd fue destruido de manera arbitraria, con autos conducidos sobre las tumbas, piedras sepulcrales destrozadas y los restos del entierro dejados expuestos.

Ala'i también dijo que en marzo de 2005, en Teherán, los agentes de inteligencia iraníes ingresaron en las casas de varios bahá'ís y pasaron horas saqueando sus casas antes de llevarse sus posesiones y ponerlas bajo custodia.

Cinco bahá'ís han sido encarcelados el mes pasado. Finalmente, dos fueron puestos en libertad bajo fianza, pero los familiares y miembros de la comunidad no han podido localizar a los detenidos. Otros dos, que anteriormente habían sido brevemente detenidos por nada más que distribuir copias de una carta cortés al presidente Khatami, ahora han recibido la pena máxima por esta supuesta ofensa.

Otras seis familias bahá'ís recientemente les fueron confiscadas sus casas y tierras, privándolas de sus únicos medios de subsistencia.

El portavoz de Bahá'í en Nueva York, Bani Dugal, aclaró a algunos de los involucrados en diciembre de 2005:

Al menos 59 bahá'ís han sido sometidos a varias formas de arrestos arbitrarios, detención y encarcelamiento, y a los jóvenes bahá'ís se les ha negado una vez más la oportunidad de asistir a la universidad.

En abril de 2014 y noviembre de 2015, como señal de solidaridad con la comunidad bahá'í de Irán, el ayatolá Abdol-Hamid Masoumi-Tehrani regaló a los bahá'ís un trabajo de caligrafía de los escritos de Bahá'u'lláh. El llamado del ayatolá a la tolerancia religiosa y la coexistencia ha recibido el apoyo mundial de los líderes religiosos.

### Declaraciones

Naciones Unidas.

Desde la última parte del siglo XX muchas organizaciones de terceros han hecho declaraciones sobre la persecución de los bahá'is pidiendo que se mantengan los derechos humanos. Hasta hoy, las Naciones Unidas, Amnistía Internacional, la Unión Europea, los Estados Unidos, Brasil, Australia, Nueva Zelanda, Austria, Canadá, Gran Bretaña, Alemania, Francia, Países Bajos, Irlanda, Hungría, Noruega y la India han hecho declaraciones oficiales condenando el tratamiento de los bahá'is en el extranjero, en particular, en Irán.
Las Naciones Unidas y la Comisión de Derechos Humanos de las Naciones Unidas han publicado informes sobre la persecución de los bahá'is desde la revolución iraní en 1979; en todos los años desde 1984, excepto en 2002, la Comisión de Derechos Humanos de las Naciones Unidas ha aprobado una resolución expresando su preocupación por las violaciones de derechos humanos contra los bahá'is en Irán.
Amnistía Internacional también ha documentado la persecución de la comunidad bahá'í Irán. Por ejemplo, en 1998, hizo declaraciones sobre la ejecución de un prisionero bahá'í: «Amnistía Internacional condena sin reservas la ejecución de Ruhullah Rouhani y con temor de que haya sido ejecutado por la expresión no violenta de sus creencias. Amnistía Internacional conoce actualmente siete casos de bahá'is prisioneros bajo pena de muerte y está pidiendo la conmutación de estas y todas las demás penas de muerte sin demora».

Unión Europea.

La Unión Europea en el Informe Anual sobre los Derechos Humanos de 2004 escribió:

No ha habido progresos discernibles en las áreas clave de preocupación. También se reiteró la preocupación por la destrucción del sitio sagrado bahá'í Babol y la negativa de las autoridades a permitir el digno re-entierro de los restos que contenía.

En un discurso pronunciado en octubre de 2005 por el Parlamento Europeo en nombre del Comisario Europeo de Educación, Formación, Cultura y Multilingüismo, Jan Figel dijo:

En cuanto a la situación actual de los derechos humanos en Irán, existe una preocupación cada vez mayor. Hay otros asuntos serios de preocupación que han surgido recientemente: ... la detención de miembros de la Fe Bahá'í.

La Oficina de Democracia, Derechos Humanos y Trabajo del Departamento de Estado de los Estados Unidos declaró en el Informe sobre la Libertad Religiosa Internacional de 2004 que «El Gobierno fustiga la comunidad bahá'í deteniendo arbitrariamente los bahá'is», que «los derechos de propiedad de los bahá'is son en general desatendidos, ... el gobierno ha incautado gran cantidad de propiedades privadas y comerciales pertenecientes a los bahá'is», y que «las universidades públicas y privadas continúan negando la admisión a los estudiantes bahá'ís.»
El gobierno iraní responde a estas declaraciones diciendo que los bahá'is son enemigos del estado, que eran partidarios del gobierno del Sah Mohammad Reza Pahlavi y espías empleados por los gobiernos imperialistas del Occidente. El ayatolá Alí Jamenei, también antes de su regreso a Irán, dijo en una entrevista que creía que los bahá'is eran traidores -sionistas - y enemigos del Islam.
El representante iraní ante las Naciones Unidas intentó varias veces, aunque sin éxito, entre 1982 y 1984 tratar de convencer a la comunidad diplomática de las Naciones Unidas de que la Fe Bahá'i es una organización politizada con un historial de activismo criminal contra el gobierno iraní, y no una religión legítima como el judaísmo, el cristianismo o el zoroastrismo que están protegidos por la ley iraní. Irán no ha reconocido que la Fe Bahá'i es una religión. Las Naciones Unidas respondieron a las acusaciones del gobierno iraní al afirmar que no había pruebas de las reclamaciones de Irán y que la comunidad bahá'í Irán profesa su lealtad al Estado. Las Naciones Unidas remarcaron la enseñanza Bahá'i de la obediencia al gobierno de su país y declararon que cualquier participación en cualquier acto subversivo contra el gobierno sería antitético a los preceptos de la religión Bahá'í. También declararon que si el gobierno iraní reconoce que la Fe Bahá'i es una religión, sería una admisión de que la libertad de religión no se aplica a todos en Irán y que no está cumpliendo con la Declaración Universal Declaración de Derechos Humanos y Pactos Internacionales de Derechos Humanos a los que es signatario.

## Egipto
En 1925, Egipto se convirtió en el primer estado islámico en reconocer legalmente la Fe Bahá'í como una religión independiente aparte del Islam. A pesar de que una comunidad bahá'í egipcia históricamente ha estado activa desde comienzos del siglo XX, las instituciones bahá'ís y las actividades comunitarias fueron prohibidas desde 1960 por la Ley 263. Esta ley fue decretada por el presidente egipcio Gamal Abdel Nasser, siete años después de la fundación de la República de Egipto. Todas las propiedades de la comunidad bahá'í, incluyendo centros bahá'ís, bibliotecas y cementerios, fueron confiscados por el gobierno. La actual comunidad bahá'í egipcia, estimada entre varios cientos y dos mil, también ha tenido fetuas emitidas contra ella por Al Azhar Centro de Investigación Islámica, que condena a los bahá'ís con la apostasía.
En enero de 2001, 18 personas, en su mayoría bahá'ís, fueron arrestadas en la ciudad de Sohag bajo la pretensión de haber violado el artículo 98 (F) del Código Penal «insultar una religión celestial» y de otros cargos, fueron detenidos durante más de 10 meses sin ser formalmente acusados.
Durante y desde la Revolución egipcia de 2011, las tensiones se han mantenido altas —los hogares han sido quemados—,  aunque los bahá'ís contribuyeron al diálogo. Desde 2011 los bahá'ís, aunque esperanzados, continúan preocupados, un portavoz salafista ha dicho de los bahá'ís: «Procesaremos los bahá'ís acusados de traición».

### Controversia de la tarjeta de identificación
La controversia de la tarjeta de identificación egipcia comenzó en la década de 1990 cuando el gobierno modernizó el procesamiento electrónico de documentos de identidad, lo que introdujo un requisito de facto que los documentos habían de enumerar la religión de la persona como musulmana, cristiana o judía -las únicas tres religiones oficialmente reconocidas por el gobierno-. En consecuencia, los bahá'ís no pudieron obtener documentos de identificación del gobierno tales como tarjetas nacionales de identificación, certificados de nacimiento, certificados de defunción, certificados de matrimonio o divorcio o pasaportes necesarios para ejercer sus derechos dentro del país salvo que mintieran sobre su religión. Sin documentos, no podían ser empleados, educados, tratados en hospitales, viajar fuera del país, o votar, entre otras dificultades.
Tras un prolongado proceso legal que culminó en una decisión judicial favorable a los bahá'ís, el ministro del Interior de Egipto publicó un decreto el 14 de abril de 2009, enmendando la ley para permitir a los egipcios que no son musulmanes, cristianos o judíos obtener documentos de identificación que enumeran un guion en lugar de una de las tres religiones reconocidas. Las primeras tarjetas de identificación fueron expedidas a dos bahá'ís bajo el nuevo decreto el 8 de agosto de 2009.
Después de la Revolución egipcia de 2011 y los comentarios de Ibrahim Ghoniem, Ministro de Educación en funciones y miembro de los Hermanos Musulmanes, a finales de 2012 parecía que el sistema escolar egipcio excluiría los niños bahá'ís y pondría en duda el acuerdo de la identificación de la tarjeta.

## Otros países
Mientras que la persecución más significativa ha sucedido en Irán y Egipto durante este siglo y el último, otros países también han restringido o perseguido a los bahá'ís. Varios países con población musulmana mayoritaria, lo han hecho con la misma base que Irán y Egipto, ya que el Islam ni el gobierno no reconoce la Fe Bahá'í y, por tanto, toda clase de servicios sociales e identidad están circunscritos. Las órdenes de prohibición se han hecho contra las actividades bahá'ís en Argelia (1969), en Irak —1970 y otras versiones posteriores—, y en Indonesia —especialmente, pero no exclusivamente, entre 1962 a 2000—. Hacia finales de los años setenta, África subsahariana, —Burundi 1974, Mali 1977, República del Congo 1978 y el Níger en 1978—.

### Afganistán
Los bahá'ís fueron perseguidos y encarcelados en el Afganistán durante el gobierno de los talibanes. Durante el post talibán, un bahá'í fue detenido y el tribunal ha dictaminado que la Fe Bahá'í no es una religión reconocida y por tanto los bahá'ís no tienen derechos bajo la Ley islámica.

### Azerbaiyán
En Azerbaiyán, una región que tiene algunas de las conexiones más prematuras con la fe bahá'í, ha habido varias noticias que cubren los límites sociales, burocráticos y legales severos en las comunidades religiosas, incluyendo los bahá'ís, desde la caída de la Unión Soviética. Los bahá'ís están tratando de recuperar propiedades que les fueron confiscadas en los años 1930. En 2004, Tavachur Aliev, un bahá'í, afirmó haber sido arrestado por mencionar su religión, fue puesto en libertad cuando prometió no mencionar su religión nuevamente. Además, en 2006 se estaban considerando leyes que restringirían los derechos y privilegios de los bahá'ís y otras minorías religiosas.

### Indonesia
En Indonesia, aunque el gobierno dio a los bahá'ís la libertad de existir como organización en 2000, el sistema nacional de registro continúa restringiendo la libertad religiosa de las personas que no pertenecen a las cinco religiones oficialmente reconocidas. Así, los bahá'ís no pueden registrar sus matrimonios ni los nacimientos de sus hijos. Las parejas impedidas de registrar sus matrimonios o los nacimientos de sus hijos, de acuerdo con sus creencias, deben convertirse en uno de los cinco credos reconocidos o mentir. Aquellos que deciden no inscribir sus matrimonios o los nacimientos de sus hijos corren el riesgo de tener dificultades en el futuro; por ejemplo, muchos niños sin certificado de nacimiento no pueden inscribirse en la escuela ni pueden calificarse para becas y los individuos sin certificados de nacimiento no pueden obtener trabajos gubernamentales.
Los musulmanes que se convirtieron en la Fe Bahá'í en Sulawesi fueron intimidados por sus vecinos y por el gobierno local en 2007. De siete hogares que se convirtieron, dos retornaron al Islam, cuatro se negaron a cambiar y el otro ignoró las peticiones de convertirse nuevamente.

### Marruecos
En Marruecos hubo episodios de persecución religiosa entre 1962 y 1963, cuando 15 bahá'ís fueron arrestados por sus convicciones religiosas; tres fueron condenados a muerte y varios otros fueron sentenciados a años de cárcel y trabajos forzados. Después de meses de esfuerzos diplomáticos; el senador de Estados Unidos Kenneth B. Keating declaró en el Senado de Estados Unidos el 18 de febrero de 1963: «Hasta qué punto la libertad religiosa bajo la Constitución marroquí realmente se aplica, se revelará en las próximas semanas cuando se escuche el recurso ante la Corte Suprema de Marruecos.» El 31 de marzo de 1963, durante una visita a los Estados Unidos y las Naciones Unidas, el rey Hassan de Marruecos fue entrevistado en la televisión y se dirigió a la audiencia diciendo que aunque la Fe Bahá'í está «contra el buen orden y la moral» pèro que perdonaría las sentencias de muerte. La persecución de los bahá'ís se produjo nuevamente en 1984, y su respuesta fue buscar la reparación diplomática enfatizando el no partidismo y la obediencia a los principios gubernamentales de la religión. Recientemente se les ha negado los pasaportes y pueden practicar su religión únicamente en privado.

### Rumanía
Rumanía cuenta con una comunidad bahá'í desde 1926, los miembros de la que, en ese momento, incluían a María de Edimburgo, reina de Rumania. Después de la caída del comunismo en Rumania, la comunidad bahá'í rumana se organizó para formar su primera Asamblea Espiritual Nacional en 1991. En 2005, la comunidad bahá'í rumana contaba con unos 7.000 miembros, pero en enero de 2007 se aprobó una ley que imponía restricciones a las comunidades religiosas que deseaban ser reconocidas por el gobierno, que los bahá'ís y los seguidores de otras religiones minoritarias no podían cumplir. Algunas de las restricciones incluyen esperar hasta doce años después de la petición y antes de que una comunidad religiosa pueda empezar a solicitar el reconocimiento y el requisito a una «religión legalmente reconocida» debe tener más de 22.000 miembros.